# Zighoud Youcef (comună)
Zighoud Youcef (în arabă زيغود يوسف) este un oraș și comună din provincia Constantine, Algeria.
Populația comunei este de 44.486 de locuitori (2008).